# دهستان دوزج
دهستان دوزج یکی از دهستان‌های شهرستان زرندیه در استان مرکزی ایران است. این دهستان در بخش خرقان قرار دارد و براساس سرشماری مرکز آمار ایران در سال ۱۳۹۵، جمعیت آن ۳۷۹۷ نفر (در ۱۱۹۰ خانوار) بوده‌است.